# نبرد وآو
نبرد وآو (انگلیسی: Battle of Wau) یکی از نبردهای جنگ اقیانوس آرام بود.